# Робот Титан
Робот Титан — это сценическое название костюма, созданного британской компанией Cyberstein Robots Ltd. в 2004 году по дизайну Ника Филдинга, бывшего автомеханика из курортного города Ньюквей (Великобритания, графство Корнуолл), восемь лет мечтавшего создать своего робота. Весит сам пластиковый костюм около 60 килограммов, плюс еще порядка 300 килограммов весит тележка, на которой его везут, и дополнительное оборудование.

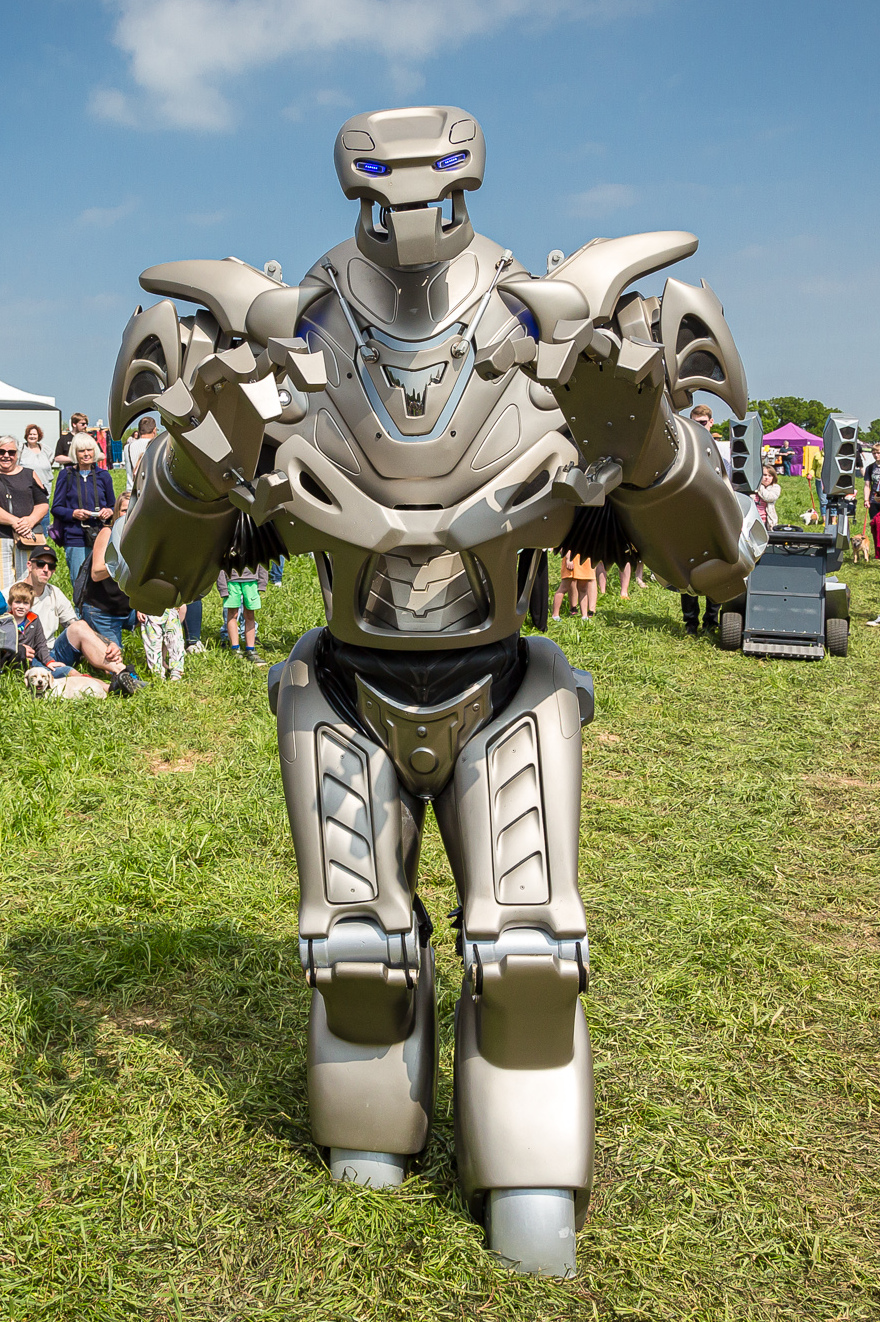
Titan the robot of Cyberstein Robots Ltd

Несмотря на то, что факт присутствия внутри костюма человека неоднократно упоминался в различных, в том числе и русскоязычных, источниках, многие пользователи в интернете до сих пор спорят, настоящий ли это робот, или в костюме находится живой человек. Производитель эту информацию, естественно, не раскрывает. Но компании, у которых робота можно взять в аренду, факт наличия внутри оператора не скрывают.

## Управление костюмом
Костюм частично управляется движениями оператора, находящегося внутри, а частично — удаленной командой, находящейся за сценой.
Ноги оператора внутри костюма находятся на некотором расстоянии от земли, по аналогии с обувью на высокой платформе. Колени оператора совпадают с «коленями» костюма. Все движения ног костюма обеспечиваются полностью оператором без использования сервоприводов, именно за счет этого обеспечивается точность и плавность движений.
Грудь и голова оператора находятся в «груди» робота. Также в грудной части костюма легко заметить затемненное стекло, через которое оператор наблюдает за происходящим вокруг. Плечи, голова и руки костюма находятся выше головы оператора. Верхняя часть костюма управляется с помощью панели управления внутри костюма. Большинство последовательностей действий и звуков записаны заранее и выбираются оператором простым выбором нужной команды.
В костюме также есть устройство, искажающее голос оператора, с помощью которого он может говорить со зрителями во время представления.
В дополнение к панели управления внутри костюма существует возможность управлять верхней частью костюма удаленно из-за сцены. Это сделано для предотвращения несчастных случаев, когда оператор костюма не может видеть, например, ребенка, подбежавшего сзади. Удаленное управление имеет более высокий приоритет.
Всегда во время представления рядом с роботом присутствует команда людей в черных костюмах. Их роль — не столько добавить загадочности к представлению, сколько предотвратить возможность исследования костюма зрителями с близкого расстояния, так как существует вероятность, что это может привести к открытию костюма и рассекречиванию оператора внутри.

## Участие в шоу
- 15 мая — 15 июня Робот Титан участвовал в робототехнической выставке «Бал Роботов».
- 16 мая 2014 года Робот Титан принял участие в телевизионном шоу «Вечерний Ургант» на Первом канале [11]
- В Москве в период 15 декабря 2014 — 11 января 2015 Робот Титан выступает в новогоднем детском «главном научно-фантастическом»[12] шоу «Робоёлка» в качестве приглашенной «звезды». Информация о том, что робот представляет собой фактически костюм, организаторами шоу нигде не приводится.